# Peter Russell
Pour les articles homonymes, voir Russell.
Peter Russell, né le 7 mai 1946, est un écrivain, physicien, informaticien, psychologue, futurologue et chercheur universitaire britannique, connu pour ses travaux sur la conscience.

## Biographie
Peter Russell a étudié la physique théorique et la psychologie expérimentale. Il est titulaire d'un master en informatique de l'université de Cambridge. Il a également étudié la psychologie de la méditation. Il est membre de la World Business Academy , membre honoraire du Club de Budapest . Il appartient aussi au personnel de l'Institute of Noetic Sciences une institution privée finançant des recherches sur divers phénomènes paranormaux.
Dans les années 1970, Russell introduit des programmes de développement personnel dans les entreprises et au cours des vingt années suivantes, organise des séminaires sur la créativité et les techniques de réduction du stress. Il a alors parmi ses clients les entreprises Apple, SE Bank, British Telecom, IBM, Nike, Volvo et Barclays Bank.
Il est l'auteur de plusieurs livres, dont Awakening in Time , A White Hole in Time , The Global Mind , et From Science to God  . En 2012, il se classait 21e sur la liste des 100 personnes vivantes les plus influentes spirituellement, par le magazine Watkins. Hanegraaff de son côté estime dès 1996 que les spéculations de Russell, en particulier celles utilisant l'hypothèse Gaïa le rapprochent fortement de la mouvance New Age.

## L'étude de la conscience
En 1983, Russell introduit le terme d'« esprit global » dans un livre du même nom, dans lequel il a présenté l'idée que la Terre fonctionne comme un organisme vivant et cohésif, avec Internet comme cerveau.[réf. nécessaire]
Pour Russell,  le mot « conscience » désigne une capacité inhérente à l'expérience, par opposition à l'être lui-même ou à un état de pensée. Il utilise l'analogie d'un projecteur de film. Le projecteur fait briller de la lumière sur un écran, changeant la lumière pour produire chacune d'une multitude d'images. Ces images sont comme les perceptions, les sensations, les rêves, les souvenirs, les pensées et les sentiments que nous éprouvons - ce qu'il appelle le « contenu de la conscience ». La lumière elle-même, sans laquelle il n'y a pas d'images, est assimilée à la conscience elle-même  .
Selon Russell  la science occidentale ignorerait  la conscience, apparemment pour trois raisons principales. En premier lieu, la conscience ne peut être diécrite de la même manière que les objets matériels, parce qu'elle ne peut être ni pesée ni mesurée. Deuxièmement, les scientifiques cherchent à parvenir à des vérités objectives universelles, indépendantes de l'observateur. Enfin, il n'y a pas vraiment besoin de la notion de conscience pour décrire le réel;  le fonctionnement de l'univers peut être expliqué sans avoir à investiguer le sujet de la conscience. Les développements dans une variété de disciplines n'ont pas réussi à expliquer comment quelque chose de non physique comme la conscience peut résulter de quelque chose d'inconscient comme la matière. Pour cette raison, la vision scientifique actuelle du monde, qui stipule que le monde matériel est le monde réel, ne peut pas résoudre le problème difficile de la conscience (la manière dont la conscience émerge de la matière), et donc la conscience est complètement ignorée. Le résultat est une anomalie, car d'une part nous ne doutons pas de la conscience, mais d'autre part nous ne pouvons pas expliquer la conscience.
Russell pense qu'au lieu d'essayer d'expliquer la conscience dans les mêmes termes que le monde matériel, nous devons développer une nouvelle vision du monde dans laquelle la conscience est une composante fondamentale de la réalité. Les ingrédients clés de ce nouveau paradigme sont déjà en place. Nous n'avons pas à attendre de nouvelles découvertes. Tout ce que nous avons à faire est de rassembler différentes parties de nos connaissances existantes et d'explorer la nouvelle image de la réalité. Russell propose un paradigme alternatif, dans lequel la conscience est dans tout (la conscience est présente tout le long de l'échelle évolutive, mais quels organismes sont conscients des changements), tout est dans la conscience (la conscience contient notre monde, pas contenu en lui), et tout ce que nous vivons est une expression dans la Conscience , .
« In short, all that I perceive—everything I see, hear, taste, touch, and smell—has been reconstructed from sensory data. I think I am perceiving the world around me, but all that I am directly aware of are the colors, shapes, sounds, and smells that appear in the mind. »
« En bref, tout ce que je perçois - tout ce que je vois, entends, goûte, touche et sens - a été reconstruit à partir de données sensorielles. Je pense percevoir le monde qui m'entoure, mais tout ce dont je suis directement conscient, ce sont les couleurs, les formes, les sons et les odeurs qui apparaissent dans mon esprit. »

## Publications
- De la science à Dieu : le voyage d'un physicien dans le mystère de la conscience, New World Library,  (ISBN 1-57731-494-8)
- Se réveiller à temps : trouver la paix intérieure en période de changement accéléré, Origin Press,  (ISBN 1-57983-020-X)
- Le cerveau mondial : l'éveil de la Terre pour un nouveau siècle, Floris Books,  (ISBN 0-86315-616-9)
- The Creative Manager: Finding Inner Vision and Wisdom in Uncertain Times (co-écrit avec Roger Evans), Jossey-Bass,  (ISBN 1-55542-413-9)
- La technique de la MT : une introduction aux enseignements de la méditation transcendantale Maharishi Mahesh Yogi, Penguin Books,  (ISBN 1-55542-413-9)
- Les Upanishads : Une nouvelle traduction avec Alistair Shearer, Harmony,  (ISBN 0-60961-107-0)
- Le trou blanc dans le temps : notre évolution future et le sens du présent, HarperCollins,  (ISBN 0-06250-717-6)